# Jacques Herbrand
Jacques Herbrand (París, 12 de febrero de 1908 - La Bérarde, Saint-Christophe-en-Oisans, 27 de julio de 1931) fue un matemático francés que trabajó en lógica matemática. 
Egresado de la Escuela Normal Superior de París. Pasó un corto período también en la Universidad de Göttingen. Introdujo la noción de función recursiva. 
El Teorema de Herbrand es uno de los primeros resultados teoría de la demostración, establece un nexo entre cuantificación y lógica de primer orden cuya importancia es el proveer un método para verificar la validez de una fórmula con cuantificadores basándose en la verificación sucesiva de la validez de fórmulas de primer orden. Dado que la verificación de validez se puede realizar mecánicamente, el Teorema de Herbrand justifica el trabajo de las herramientas de software desarrolladas para demostración asistida por computador.
El cociente de Herbrand es un tipo de característica de Euler, utilizada en álgebra homológica.
Todo esto en un breve lapso, puesto que Jacques Herbrand murió a los 23 años en un accidente de montaña en los Alpes. 

## Algunas publicaciones
- Sur la théorie de la démonstration, Comptes rendus Acad. Sci., Paris, v. 186: 1274–1276 1928

- Non-contradiction des axiomes arithméthiques, Comptes rendus Acad. Sci. 188: 303-304, Paris, 1929

- Sur quelques propriétés des propositions vraies et leurs applications, Comptes rendus Acad. Sci. 188: 1076–1078 1929

- Sur le problème fundamentale des mathématiques, Comptes rendus Acad. Sci. 189: 554–556, 720 1929

- Sur le problème fundamentale de la logique mathématique, Comptes Rendus Soc. Sci. et L. de Varsovia, 1931

- Les bases de la logique hilbertienne, Revue de métaphysique et de morale 37: 243–255 1930

- Recherches sur la théorie de la démonstration, tesis Univ. Paris 1930 (y en Travaux Soc. des Sci. et L. de Varsovia) Online, en inglés Investigations in proof theory: the properties of true dispositions, 1930, en Jean Van Heijenoort (ed.) From Frege to Gödel, Harvard University Press 1967, p. 525

- Zur Theorie der algebraischen Funktionen (aus Briefen an Emmy Noether), Mathematische Annalen 106: 52, 1932 (lanzamiento póstumo de resultados de Herbrand por Emmy Noether)

- Théorie arithmétique des corps de nombres de degré infini, Teil I: Extensions algébriques finies de corps infinie, Mathematische Annalen 106: 473, 1932 (con Nachruf von Emmy Noether), Teil II: Extensions algébriques de degré infini, Mathematische Annalen 109: 699, 1933 (de la herencia de Claude Chevalley)

- Sur la non-contradiction de l´arithmétique (enlace roto disponible en Internet Archive; véase el historial, la primera versión y la última)., Journal für reine und angewandte Mathematik 166: 1–8, 1931 (con prólogo de Helmut Hasse), traducción en inglés en Heijenoort From Frege to Gödel, Harvard UP, 1967, The consistency of arithmetic, p. 618–628